# Bulbophyllum mangenotii
Bulbophyllum mangenotii là một loài phong lan thuộc chi Bulbophyllum.